# Luis Checa
Luis Armando Checa Villamar (ur. 21 grudnia 1983 w Quito) – ekwadorski piłkarz występujący najczęściej na pozycji lewego obrońcy, obecnie zawodnik Deportivo Quito.

## Kariera klubowa
Checa pochodzi z miasta Quito i jest wychowankiem tamtejszego zespołu El Nacional, w barwach którego zadebiutował w ekwadorskiej Serie A w sezonie 2001. W tych samych rozgrywkach wywalczył z Nacionalem tytuł wicemistrzowski. W 2003 roku wziął udział w pierwszym międzynarodowym turnieju w karierze – Copa Libertadores, gdzie odpadł już w fazie grupowej. Z tym samym skutkiem wystąpił z Nacionalem jeszcze w dwóch edycjach Pucharu Wyzwolicieli. W sezonie Clausura 2005 osiągnął mistrzostwo Ekwadoru, jednak nie potrafił sobie wywalczyć miejsca w wyjściowym składzie i był dwukrotnie wypożyczany – najpierw na rok do Deportivo Quito, a następnie na sześć miesięcy do drugoligowego SD Aucas.
Wiosną 2008 Checa po raz kolejny został zawodnikiem Deportivo Quito, tym razem permanentnie. Szybko został kluczowym zawodnikiem drużyny, boirąc udział w kilku turniejach międzynarodowych i już w swoim pierwszym sezonie w Deportivo wywalczył z tą ekipą mistrzostwo Ekwadoru. W kolejnych rozgrywkach, 2009, obronił ten tytuł, natomiast w sezonie 2011 już po raz czwarty w karierze odniósł sukces w postaci krajowego mistrzostwa.
| Sezon | Klub            | Kraj    | Rozgrywki | Mecze | Bramki |
| ----- | --------------- | ------- | --------- | ----- | ------ |
| 2001  | El Nacional     | Ekwador | Serie A   | 19    | 0      |
| 2002  | El Nacional     | Ekwador | Serie A   | 21    | 1      |
| 2003  | El Nacional     | Ekwador | Serie A   | 33    | 3      |
| 2004  | El Nacional     | Ekwador | Serie A   | 19    | 0      |
| 2005  | El Nacional     | Ekwador | Serie A   | 12    | 0      |
| 2006  | Deportivo Quito | Ekwador | Serie A   | 44    | 3      |
| 2007  | El Nacional     | Ekwador | Serie A   | 3     | 0      |
| 2007  | SD Aucas        | Ekwador | Serie B   | 18    | 0      |
| 2008  | Deportivo Quito | Ekwador | Serie A   | 27    | 0      |
| 2009  | Deportivo Quito | Ekwador | Serie A   | 41    | 3      |
| 2010  | Deportivo Quito | Ekwador | Serie A   | 42    | 5      |
| 2011  | Deportivo Quito | Ekwador | Serie A   | 42    | 6      |
| 2012  | Deportivo Quito | Ekwador | Serie A   |       |        |

## Kariera reprezentacyjna
W seniorskiej reprezentacji Ekwadoru Checa zadebiutował 12 listopada 2008 w przegranym 1:2 meczu towarzyskim z Meksykiem. W 2011 roku został powołany przez selekcjonera Reinaldo Ruedę na rozgrywany w Argentynie turniej Copa América, gdzie pozostawał rezerwowym kadry narodowej, nie rozgrywając ani jednego spotkania, natomiast Ekwadorczycy nie zdołali wyjść z fazy grupowej.